# 金沢村 (岩手県上閉伊郡)
金沢村（かねざわむら）は、昭和30年（1955年）まで岩手県上閉伊郡にあった村。現在の大槌町金沢にあたる。

## 沿革
- 明治22年（1889年）4月1日 - 町村制施行にともない、旧来の金沢村単独で村制施行し南閉伊郡金沢村が発足。
- 1897年（明治30年）4月1日 - 郡の統合により南閉伊郡と西閉伊郡が合併し上閉伊郡となる[1]。上閉伊郡金沢村となる。
- 昭和30年（1955年）4月1日 - 大槌町と合併し、新制の大槌町の一部となる。

## 行政

### 歴代村長
| 代 | 氏名       | 就任                  | 退任                      | 備考 |
| -- | ---------- | --------------------- | ------------------------- | ---- |
| 1  | 金沢勘十郎 | 不詳                  | 不詳                      |      |
| 2  | 兼沢福次郎 | 明治25年（1892年）4月 | 昭和17年（1942年）1月     |      |
| 3  | 三浦元次郎 | 昭和17年（1942年）1月 | 昭和21年（1946年）11月    |      |
| 4  | 兼沢平吉   | 昭和22年（1947年）4月 | 昭和30年（1955年）3月31日 |      |